# Tzekupama
Tzekupama, ime za jednu skupinu, vjerojatno jumanskih indijanskih plemena, koji su živjeli na donjem toku rijeke Colorado u Arizoni ili Kaliforniji, koju su podčinili i apsorbirali ili protjerali Mohave. 
Spominje ih Bourke u Jour. Am. Folk-lore ii, 185, 1889.